# Byanahalli, Bangalore North
Byanahalli là một làng thuộc tehsil Bangalore North, huyện Bangalore Urban, bang Karnataka, Ấn Độ.